# Archaeopacha obsoleta
Archaeopacha obsoleta är en fjärilsart som beskrevs av Aurivillius 1925. Archaeopacha obsoleta ingår i släktet Archaeopacha och familjen ädelspinnare. Inga underarter finns listade i Catalogue of Life.